# R6 (silnik)

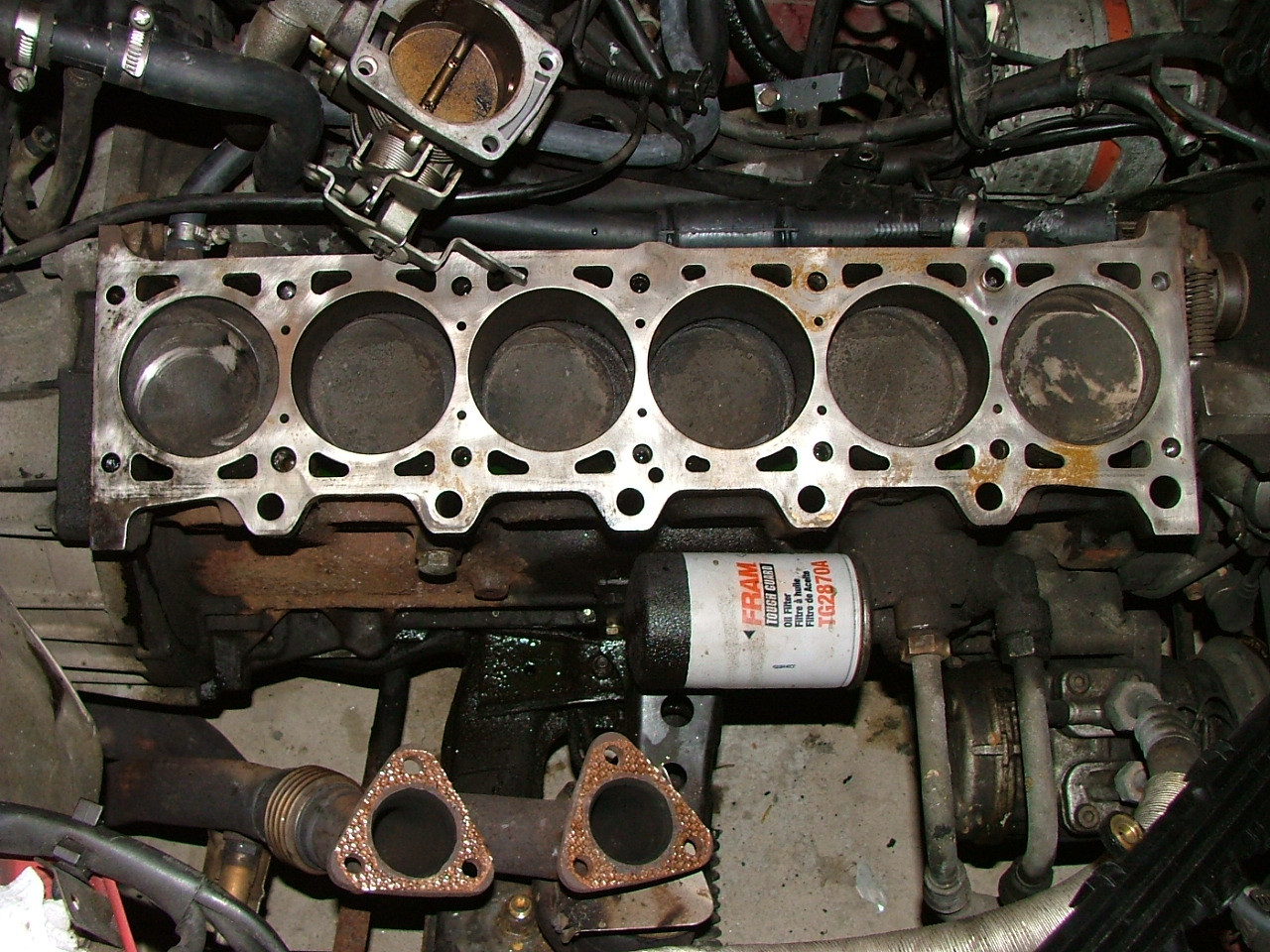
Silnik BMW M20B25

R6 (oznaczany także jako I6) – silnik spalinowy wyposażony w sześć cylindrów ustawionych wzdłuż wału korbowego w jednym rzędzie. Układ ten, mający 6 wykorbień, jest najprostszym rozwiązaniem zapewniającym całkowite wyrównoważenie silnika – zarówno od sił pierwszego, jak i drugiego rzędu. Z tego względu nie jest w nim stosowany wałek wyrównoważający. Wał korbowy podparty jest zazwyczaj na czterech bądź siedmiu łożyskach. Kolejność zapłonów w poszczególnych cylindrach to 1-5-3-6-2-4 lub 1-4-2-6-3-5. Silniki tego typu, z uwagi właśnie na całkowite wyrównoważenie, były stosowane w lotnictwie do napędu samolotów sportowych i turystycznych.
Silniki R6 montowane w samochodach osobowych osiągają pojemność skokową z przedziału 1,9 do 5,0 litra. Znajdują one zazwyczaj zastosowanie w samochodach klasy średniej i średniej-wyższej.
Silniki R6 są wiodącym rozwiązaniem w zakresie napędów do ciężkiego transportu drogowego, dużych wywrotek, autobusów. Silnik V8 mający cztery wykorbienia jest silnikiem gorzej wyrównoważonym, niż R6.

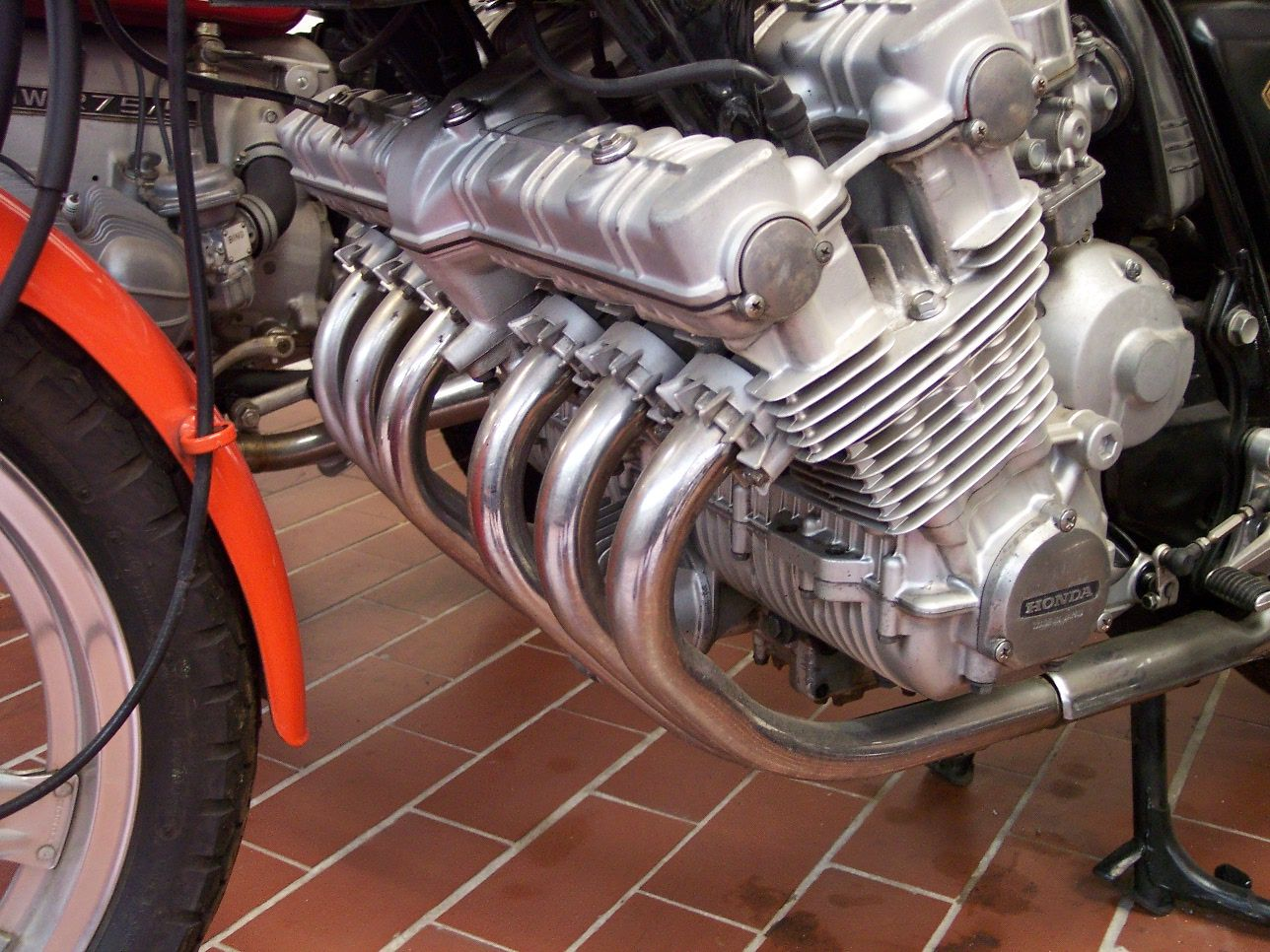
Motocykl Honda CBX z silnikiem R6